# پیلزنر اورکوئل

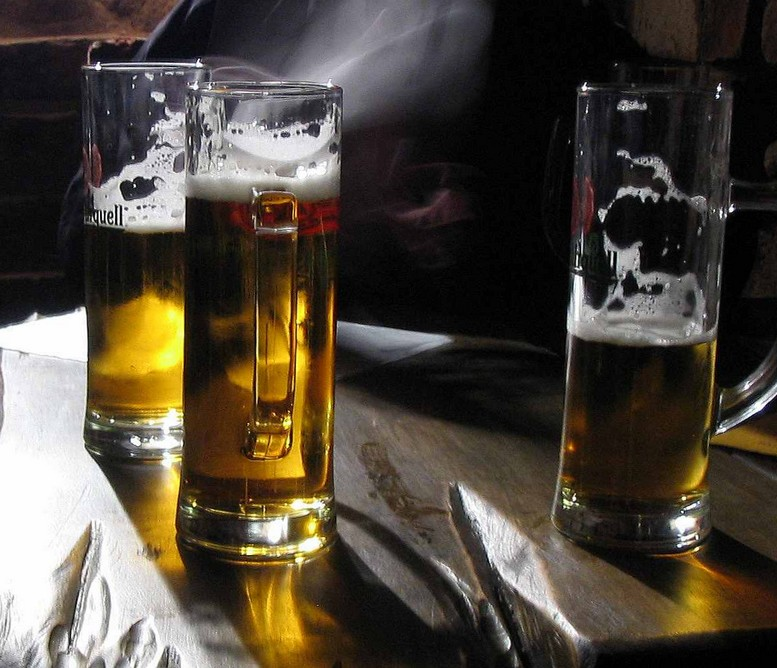
آبجوی پیلزنر اورکوئل در لیوان‌های مخصوص خودش

پیلزنر اورکوئل (به چکی: Plzeňský Prazdroj) آبجویی است که از ١٨٤٢ میلادی در پلزن چک تولید می‌شود. پیلزنر اورکوئل اولین آبجو از نوع پلزن در تمام جهان است. امروز این آبجو در روسیه و لهستان نیز تولید می‌شود.
نام آلمانی آن یعنی پیلزنر اورکوئل که رایج‌تر است و نام چکی آن «پلزنسکی پرازدروی» هر دو به معنی «سرچشمهء پلزنی» هستند.

## نگارخانه

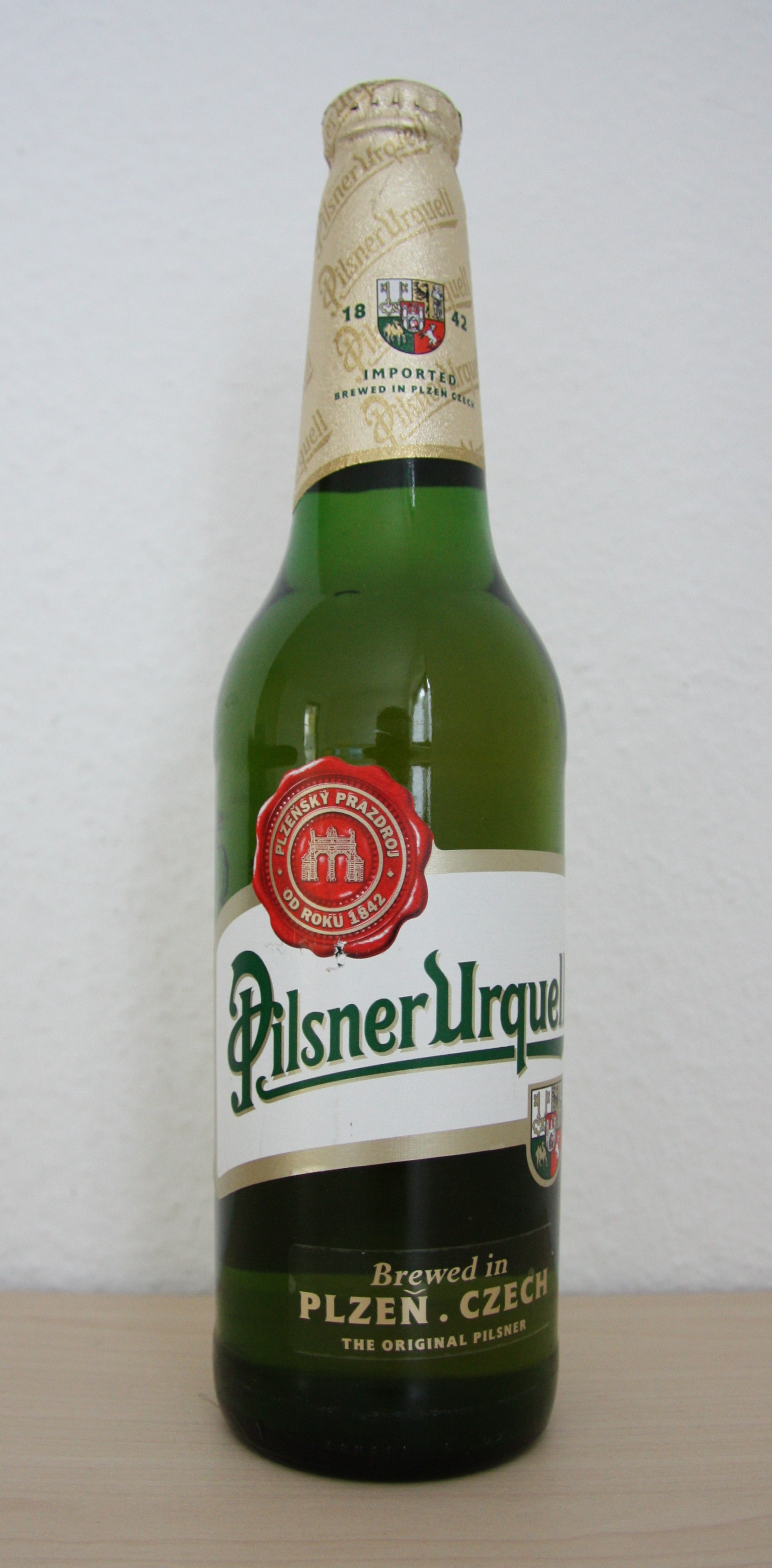
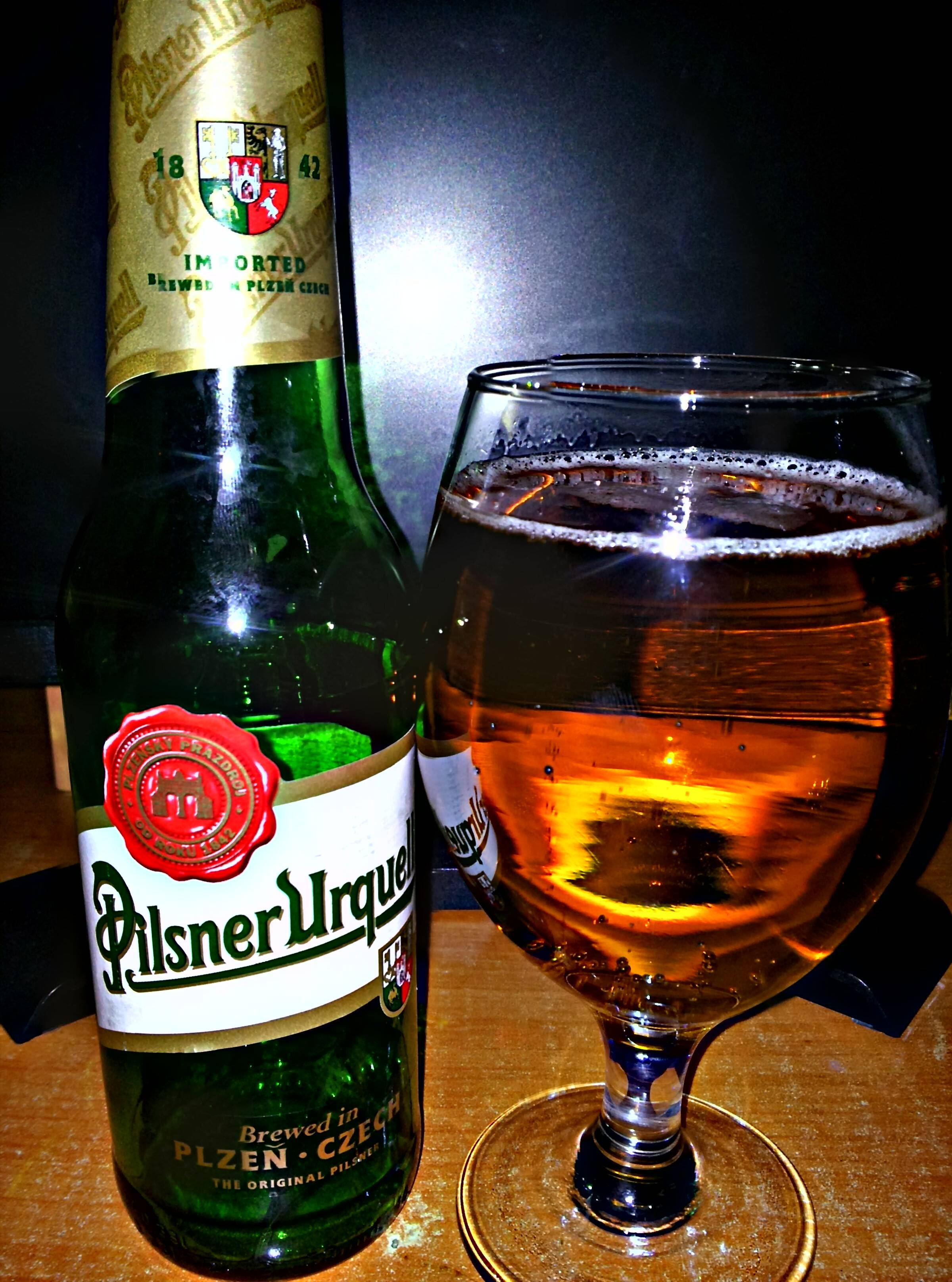
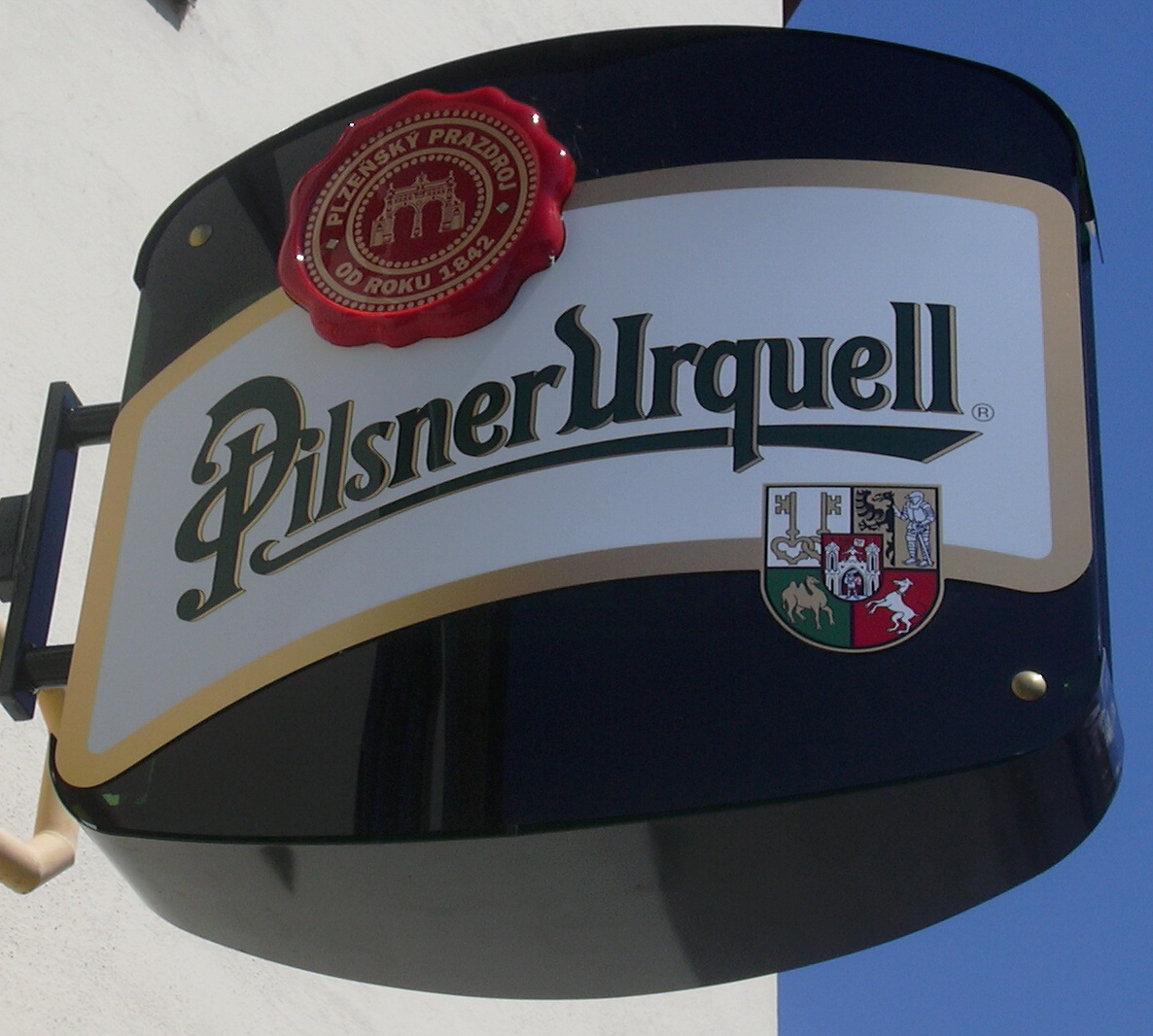